# Nymphopsis varipes
Nymphopsis varipes is een zeespin uit de familie Ammotheidae. De soort behoort tot het geslacht Nymphopsis. Nymphopsis varipes werd in 1962 voor het eerst wetenschappelijk beschreven door Stock. 